# Козорич, Георге
Георге Козорич (рум. Gheorghe Cozorici; 16 июля 1933, Арборе, жудец Сучава — 18 декабря 1993, Бухарест) — популярный румынский актёр театра, кино и озвучание.

## Биография
В начале 1950-х годов работал на заводе Vulcan в Бухаресте. Поступил на учёбу на факультет актёрского мастерства в Институт театрального и кинематографического искусства им. И. Л. Караджале в Бухаресте, который окончил в 1956 году. Стал актёром театра в Крайове.
С 1956 года снимался в кино. Сыграл в около 40 фильмах.
Выступал с чтением стихов.

## Избранная фильмография
- 1986 —	Золотой поезд —  Арманд Кэлинеску, премьер-министр Румынии
- 1986 —	Больше, чем любовь / Din prea multa dragoste
- 1984 —	Тайна семьи Фаранга / Ciuleandra  – Фаранга, министр юстиции
- 1984 — Послание небес / Un petic de cer
- 1981 —	Капкан для наёмников / Capcană mercenarilor – барон фон Гёрц, полковник
- 1981 —	Экипаж для Сингапура / Un echipaj pentru Singapore
- 1980 —	Исследование / Ancheta
- 1980 – Капкан для наёмников – барон фон Герц
- 1979 —	Мгновение / Clipa
- 1975 —	Страсть / Patima – Марталоглу
- 1974 — Штефан Великий – 1475 год / Ştefan cel Mare - Vaslui 1475 – Штефан Великий
- 1973 — Братья Ждер / Fraţii Jderi –  Штефан Великий
- 1971 – Михай Храбрый – читает текст
- 1969 —	Слишком мал для такой большой войны / Prea mic pentru un razboi atît de mare
- 1968 — Колонна — читает текст
- 1967 — Джоконда без улыбки / Gioconda fara surîs
- 1965 —	Восстание / Răscoala
- 1964 — Лес повешенных / Pădurea spânzuraților – пленный румынский офицер
- 1962 —	Твоя вина
- 1956 — Гордость / Mîndrie

## Награды
- Орден «За заслуги перед культурой»[рум.] 4 степени (1967)
- Орден «За заслуги перед культурой»[рум.] 2 степени (1971)